# Гибсон (округ, Индиана)
Ги́бсон (англ. Gibson County) — округ в штате Индиана, США. Официально образован в 1813 году. По состоянию на 2010 год, численность населения составляла 33 503 человека.

## География
По данным Бюро переписи США, общая площадь округа равняется 1 292,826 км2, из которых 1 262,600 км2 суша и 11,680 км2 или 2,340 % это водоёмы.

## Климат
Климат в округе характеризуется жарким влажным летом и, как правило, мягкой или прохладной зимой. Согласно системе классификации климата Кёппена, в Гибсоне влажный субтропический климат, на климатических картах обозначаемый аббревиатурой «Cfa».

## Население
По данным переписи населения 2000 года в округе проживает 32 500 жителей в составе 12 847 домашних хозяйств и 9 095 семей. Плотность населения составляет 26,00 человек на км2. На территории округа насчитывается 14 125 жилых строений, при плотности застройки около 11,00-ти строений на км2. Расовый состав населения: белые — 96,46 %, афроамериканцы — 1,91 %, коренные американцы (индейцы) — 0,19 %, азиаты — 0,52 %, гавайцы — 0,00 %, представители других рас — 0,22 %, представители двух или более рас — 0,69 %. Испаноязычные составляли 0,70 % населения независимо от расы.
В составе 32,10 % из общего числа домашних хозяйств проживают дети в возрасте до 18 лет, 58,10 % домашних хозяйств представляют собой супружеские пары проживающие вместе, 9,20 % домашних хозяйств представляют собой одиноких женщин без супруга, 29,20 % домашних хозяйств не имеют отношения к семьям, 25,70 % домашних хозяйств состоят из одного человека, 12,10 % домашних хозяйств состоят из престарелых (65 лет и старше), проживающих в одиночестве. Средний размер домашнего хозяйства составляет 2,48 человека, и средний размер семьи 2,98 человека.
Возрастной состав округа: 24,80 % моложе 18 лет, 8,40 % от 18 до 24, 28,20 % от 25 до 44, 23,10 % от 45 до 64 и 23,10 % от 65 и старше. Средний возраст жителя округа 38 лет. На каждые 100 женщин приходится 95,90 мужчин. На каждые 100 женщин старше 18 лет приходится 93,40 мужчин.
Средний доход на домохозяйство в округе составлял 37 515 USD, на семью — 44 839 USD. Среднестатистический заработок мужчины был 35 511 USD против 21 284 USD для женщины. Доход на душу населения составлял 18 169 USD. Около 6,60 % семей и 8,20 % общего населения находились ниже черты бедности, в том числе — 10,40 % молодежи (тех, кому ещё не исполнилось 18 лет) и 7,20 % тех, кому было уже больше 65 лет.